# Annona squamosa
Annona squamosa és una espècie d'arbret o arbust de la família de les annonàcies, nadiu de Mèxic, Amèrica Central i Colòmbia.
Creix a menys altitud que els seus parents del gènere Annona, Annona reticulata i Annona cherimola essent la més cultivada de les tres espècies. És un arbret semicaducifoli, el seu fruit té una polpa blanquinosa comestible agradable que es troba freqüentment en els mercats tropicals.